# جايسون بيري (مخرج)
جايسون بيري (بالإنجليزية: Jason Berry)‏ هو صحفي ومخرج أمريكي، ولد في 1949 في الولايات المتحدة.

## وصلات خارجية
- الموقع الرسمي
- جايسون بيري على موقع IMDb (الإنجليزية)